# 臺南第三信用合作社
22°59′31″N 120°12′13″E / 22.991935°N 120.203583°E

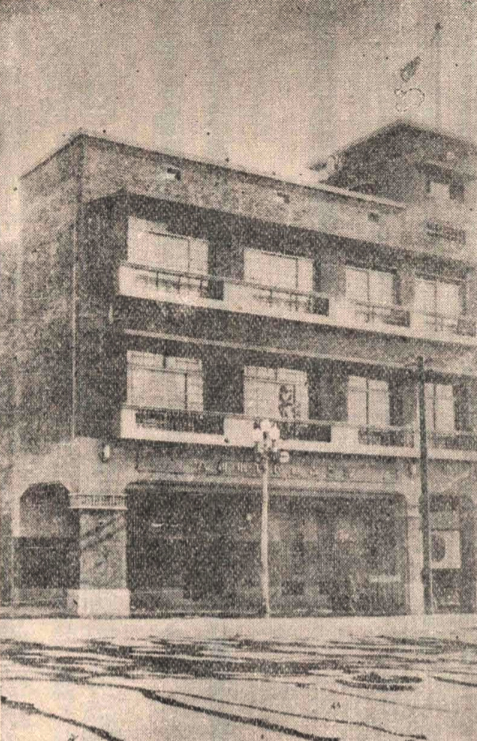
台南庶民信用組合原廳舍(位於末廣町)

臺南第三信用合作社為臺南市的信用合作社，其前身為成立於1924年的「有限責任台南庶民信用組合」，二戰後改制為現況，總社位於臺南市中西區。

## 沿革
有限責任台南庶民信用組合為臺南州的社會事業之一，提供小產階級的存放款服務，以達到經濟保護的功能。台南庶民信用組合的成立由當時的臺南州地方課長增田秀吉提出，作為臺南州方面委員的附帶事業，在1924年5月設立。其最初位於臺南州廳內，後來遷到了臺町一丁目82番地；後來為了在1935年的成立十週年紀念，於1934年6月耗資四萬圓於末廣町一丁目15番地建造了新的事務所。據統計，1934年的存放款流動資金高達45萬餘圓。
二戰後，台南庶民信用組合改組為「臺南市第三信用合作社」，1948年3月設立了第一家分社—西門分社，至今設有共12家分社。

## 建築
位於末廣町的事務所為四層樓的建築，頂樓設有一神社。其建築外觀原貼附黃褐色面磚，並設有外推式陽台，在戰後拉皮成現況。
廳舍後方的木造建築於2019年被指定為台南市歷史建築。此木造建築為兩層樓，呈現和洋混和的建築風格，並具有竿緣天井、格天井、寄棟式屋頂等特色。均具體呈現並見證日治時期之建築式樣、材料與技術之演進，
此外，日治時期臺南市曾有8間信合社同業，迄今僅存臺南市第三信用合作社，其他7間皆改制或併入商業銀行，該建物空間配置兼具住宿及招待所複合機能，見證其於本市之發展與使用歷程，亦為臺南地區信用組合建物代表，具稀少性及地區性建造物類型之特色。。